# Sucupira do Riachão
Sucupira do Riachão é um município brasileiro do estado do Maranhão.
Foi criado por meio da Lei Estadual nº 6152 em 10 de novembro de 1994. Antes disso, pertencia ao município de São João dos Patos.

## Capital da Cachaça

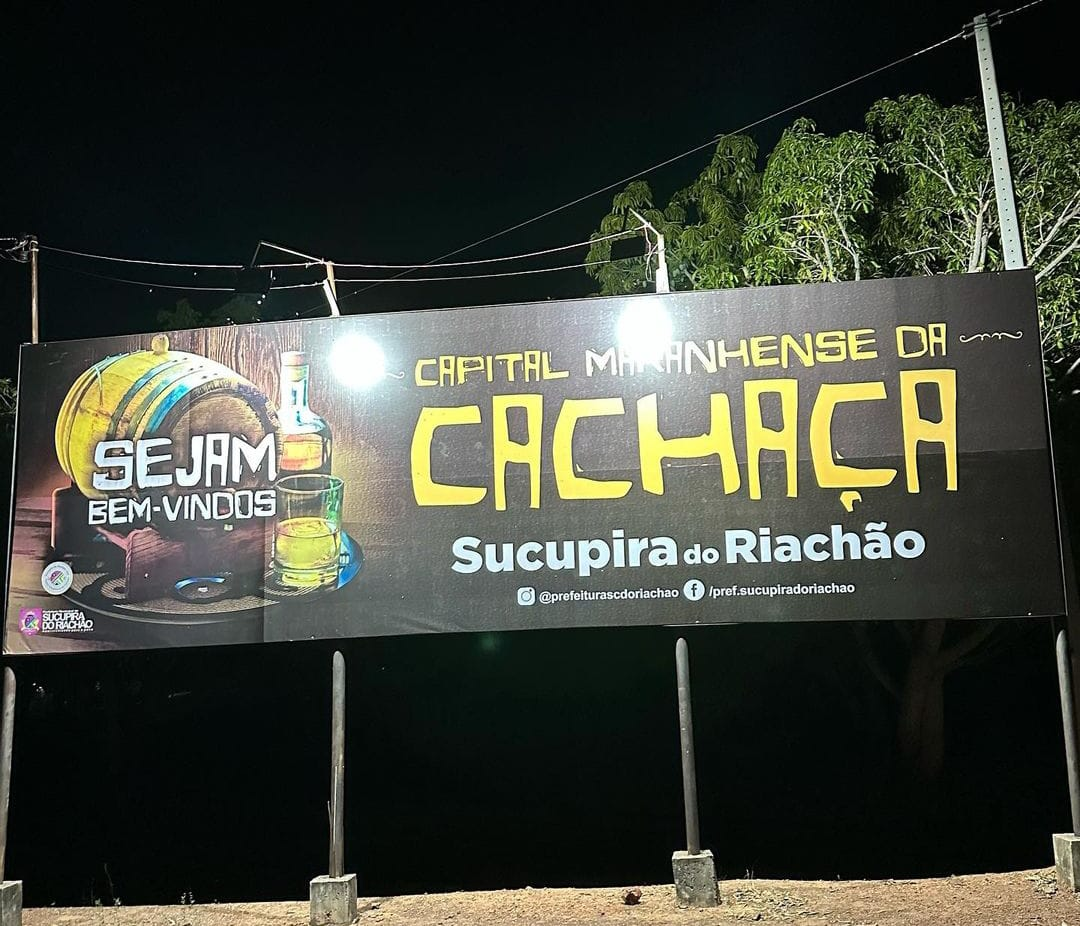
Sucupira do Riachão Capital Maranhense da Cachaça

A cidade de Sucupira do Riachão ostenta o título de Capital Maranhense da Cachaça como um reconhecimento à força da cultura do cultivo de cana e produção da bebida na cidade.  O título foi oficializado por meio de Lei estadual Nº 11.874 proposta pelo deputado estadual Glalbert Cutrim e sancionada pelo governador Carlos Brandão.
Estima-se que a cidade tem aproximadamente 50 alambiques artesanais e 02 que produzem cachaça de alto padrão com registro no Ministério da Agricultura: Cachaça Vale do Riachão e Baixão do Cosmo.

## Geografia
O município de Sucupira do Riachão possui uma extensão territorial de 862,226 quilômetros quadrados, ocupando a 113 posição entre os 217 municípios maranhenses em termos de área.

### Demografia
Segundo dados do Censo Demográfico de 2022, Sucupira do Riachão contava com 4.985 habitantes, resultando em uma densidade populacional de aproximadamente 5,78 habitante por quilômetro quadrado. No contexto estadual, o município ocupava a 213 posição em número de habitantes e a 196 em densidade demográfica comparando-se com outros municípios do estado do Maranhão. A estimativa populacional para o ano de 2024 era de 5.088 habitantes.

### Educação
Em 2010, a taxa de escolarização de crianças entre 6 e 14 anos em Sucupira do Riachão era de 96,5 %, colocando o município na 124 colocação entre os 217 do estado. Quanto ao Índice de Desenvolvimento da Educação Básica (IDEB) referente ao ano de 2023, os anos iniciais do ensino fundamental na rede pública apresentaram índice de 5,5 enquanto os anos finais atingiram 4,4.
| Taxa de escolarização de 6 a 14 anos de idade [2010]             | 96,5 %         |
| IDEB – Anos iniciais do ensino fundamental (Rede pública) [2023] | 5,5            |
| IDEB – Anos finais do ensino fundamental (Rede pública) [2023]   | 4,4            |
| Matrículas no ensino fundamental [2023]                          | 806 matrículas |
| Matrículas no ensino médio [2023]                                | 189 matrículas |
| Docentes no ensino fundamental [2023]                            | 77 docentes    |
| Docentes no ensino médio [2023]                                  | 17 docentes    |
| Número de estabelecimentos de ensino fundamental [2023]          | 9 escolas      |
| Número de estabelecimentos de ensino médio [2023]                | 1 escolas      |

Fonte: IBGE

## Economia
Em 2021, o Produto Interno Bruto (PIB) per capita de Sucupira do Riachão foi de R$ 8.434,63, valor que colocava o município na 134 posição entre os 217 do estado do Maranhão. Já em 2023, as receitas oriundas de fontes externas representavam 96,40 % do total arrecadado pelo município, o que o posicionava em 29 lugar no ranking estadual.
| PIB per capita [2021]                                                                           | 8.434,63 R$      |
| Índice de Desenvolvimento Humano Municipal (IDHM) [2010]                                        | 0,568            |
| Total de receitas brutas realizadas [2023]                                                      | 30.258.461,12 R$ |
| Transferências correntes (Percentual em relação às receitas correntes brutas realizadas) [2023] | 96,40 %          |
| Total de despesas brutas empenhadas [2023]                                                      | 29.252.941,82 R$ |

Fonte: IBGE
| Salário médio mensal dos trabalhadores formais [2022]                                             | 2,0 salários mínimos |
| Pessoal ocupado [2022]                                                                            | 351 pessoas          |
| População ocupada [2022]                                                                          | 7,04 %               |
| Percentual da população com rendimento nominal mensal per capita de até 1/2 salário mínimo [2010] | 55,4 %               |

Fonte: IBGE